# 至尊派事件
至尊派事件（しそんぱじけん）は、後に「至尊派」と名付けられた韓国の犯罪組織が、1993年7月から1994年9月までの約1年間に5人を次々と殺害した事件である。

## 組織の構成員
- A : 逮捕当時27歳。組織のリーダーで、最年長。
- B : 逮捕当時23歳。過去に3件の有罪判決を受けていた。
- C : 逮捕当時22歳。
- D : 逮捕当時21歳。窃盗の常習犯で、過去に2件の有罪判決を受けていた。
- E : 逮捕当時20歳。 強盗の常習犯で、2件の強盗を犯していた。
- F : 逮捕当時20歳。
- G : 逮捕当時23歳。唯一の女性。Dとは組織参加前にカフェで知り合い、付き合い始めた後にDがGの借金を立て替えていた。
- H : 18歳の時に兄の身分証を利用して23歳と偽って組織に参加。組織の資金を管理していた。資金を持ち逃げした後、他のメンバーに見つかり殺害されている。

## 事件の概要
至尊派の構成員は、ほとんどが成長環境と教育水準が低く、労働現場を転々とする中で意気投合した。リーダーのAは、小学校6年にわたって優等賞を受けるなど成績優秀だったが、中学生の時に家族が病気になった際に自主退学して働くようになり、その後賭博にはまるようになった。
陳述によると、彼らは以前より富裕層を毛嫌いしており、最終的に富裕層を対象に殺人を計画したとする。Aは彼の後輩たちや刑務所での同期であった男と殺人組織を結成することになり、当初自分たちの組織をギリシャ語で野心を意味する「マスカン」と名付けたとする。後日有名になった「至尊派」という名称は彼らの検挙後に捜査組織が命名したものである。名称は当時流行していた武侠小説から取ったとされる。
犯行の目的は貧富の格差や富裕層への憎悪だったが、実際の被害者は富裕層ではなく、普通の庶民であった。

## 経緯
- 1993年4月 - 組織を結成。「富裕層を殺して金を奪う」ことを目指し、まずは江南の現代百貨店からクレジットカード利用歴のある約1200人分の顧客名簿を入手し、標的を決めていった[7]。
- 1993年7月18日 - 「殺人の練習」のため、20歳の女性を強姦した後首を絞めて殺害し、野山に埋めた[8][9]。
- 1993年8月 - 組織から金を持ち逃げして始興市の親戚の家に隠れていたHをメンバーが発見、殺害し近くの山に埋めた[8]。
- 1994年5月 - Aの実家がある場所をアジトとし、監禁用の地下室と遺体焼却のための焼却炉を設置した[8]。
- 1994年6月17日 - Aが中学1年生の姪を強姦した件で逮捕され、懲役5年の判決を受けて収監された[10]。これ以降、DがAに面会し指示を受けながら犯罪活動を行う。
- 1994年9月8日 - 男性(34歳)が運転する自動車を自分たちの自動車で遮りガス銃を発射して停車させてアジトに拉致し、男性に身代金の支払い能力がないと知るとアルコールを飲ませた後にラップで顔を塞いで窒息死させ、同乗していた女性X(27歳)を強姦した後に監禁した。男性の死体は自動車の運転席に乗せて崖から落とした[8][11]。
- 1994年9月13日 - 工場を経営する夫婦を殺害。身代金として8000万ウォンを受け取った後、5日前の犯罪で監禁したXに空気銃で夫を殺害させ、妻はメンバーが刀と斧で殺害した。遺体は焼却炉で焼却したが、臭いをごまかすために炉の前でバーベキューを行っていた[8][12]。
- 1994年9月16日 - Cがダイナマイトの取り扱いに失敗して火傷を負い[13]、治療のためにXを連れて病院に行った。CはXに治療費として用意した50万ウォンとD名義の携帯電話を預けていたが、XはCが治療を受けている隙に逃亡した。これをきっかけに組織のメンバー全員が逮捕されることになる。

## 逮捕と裁判
1994年9月20日、警察はメンバーの6人を拘束し、翌21日に逮捕した。メンバーは事件について全く反省せず、自らの殺人を正当化した。
同年10月31日、第一審はすでに収監されていたAを含むメンバー6人に死刑、Gに懲役3年・執行猶予4年の判決を言い渡した。第二審も一審を支持し、第三審の大法院（最高裁）が上告を棄却したことで、6人の死刑が確定した。
1年後の1995年11月2日に6人の死刑が執行されたが、折も折粛軍クーデターから光州事件に至る刑事訴追が行われていた時期と重なり、首謀者の全斗煥や盧泰愚が死刑にもならないのに貧民出身の至尊派の一味が処刑されるのは非平等と言う批判が噴出。このため金泳三大統領によって死刑執行の凍結（死刑廃止ではない）が行われた。なお死刑を免れたGの刑期は1998年に満了している。